# Anna Karolína Schmiedlová
Anna Karolína Schmiedlová (n. 13 septembrie 1994, Košice, Slovacia) este o jucătoare de tenis slovacă.
Cea mai bună clasare a sa la simplu este locul 26 mondial, la 12 octombrie 2015. A câștigat trei titluri de simplu pe Circuitul WTA, un titlu de simplu în Turneul WTA Challenger, precum și 12 titluri de simplu pe Circuitul ITF.